# 粟ヶ崎駅
粟ヶ崎駅（あわがさきえき）は、石川県河北郡内灘町向粟崎にある北陸鉄道浅野川線の駅である。駅番号はA11。

## 歴史
- 1929年（昭和4年）7月14日：浅野川電気鉄道の新須崎駅 - 粟ヶ崎海岸駅（いずれも現在は廃駅）間が開業。
  - ただし、当駅の開業日は1952年（昭和27年）3月1日以降（北陸鉄道へ合併以降）となっており、正確な開業日は不明とされている[2]。

## 駅構造

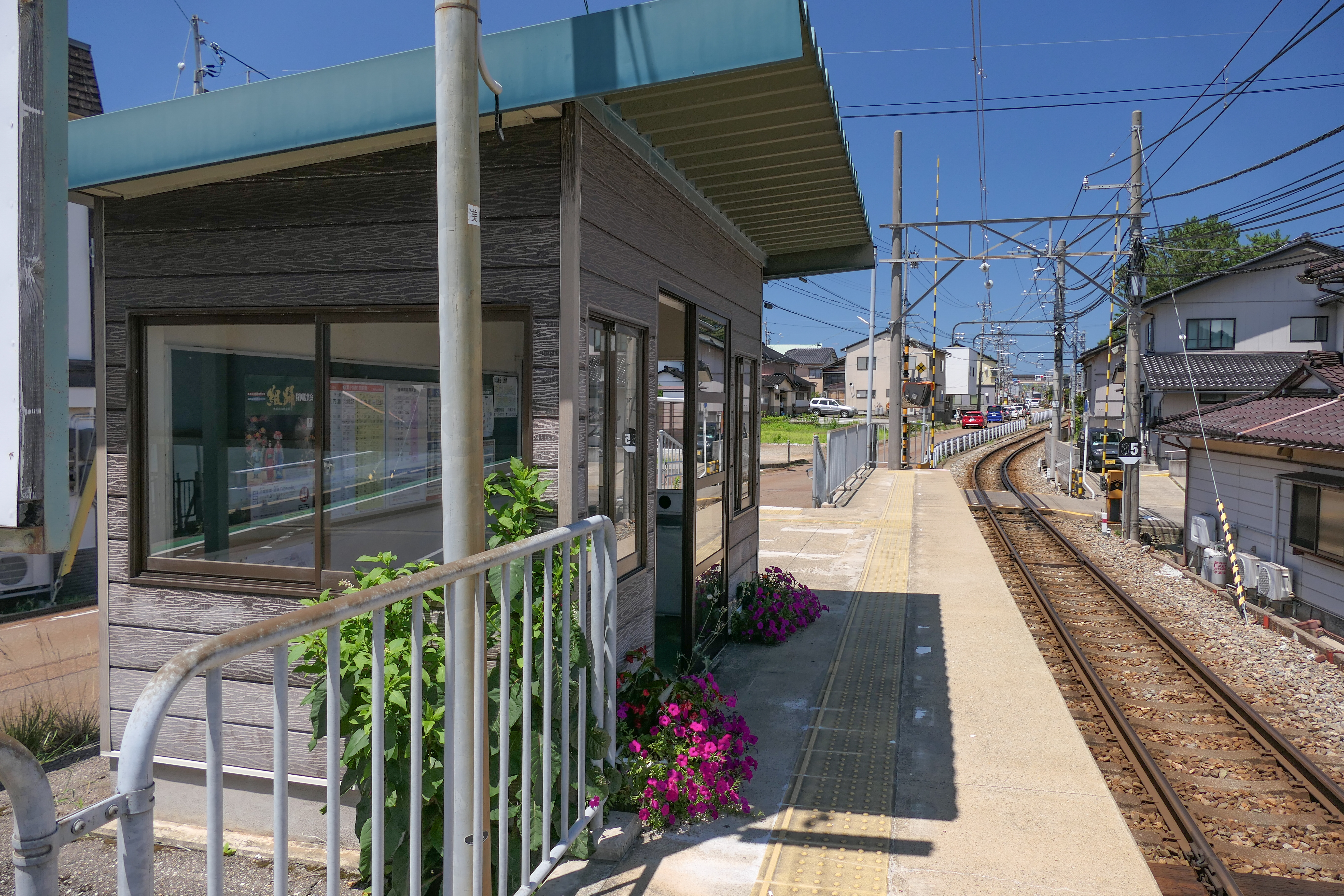
ホーム（2022年7月）

単式ホーム1面1線を有する地上駅。無人駅となっている。両側を大野川と踏切に挟まれているためホームの長さが33mしかなく、8000系車両では最後部の扉がホームにかからないため、朝ラッシュ時の係員が乗務する列車でもワンマン運転時と同じ扉扱いが行われていたが、2008年（平成20年）12月に大野川にせり出す形でホームが延長され、他の駅と同じく全扉が開放されるようになった。

## 利用状況
1日の平均乗降人員は以下の通りである。
| 乗降人員推移 | 乗降人員推移 |
| 年度         | 1日平均人数  |
| ------------ | ------------ |
| 2011年       | 30           |
| 2012年       | 33           |
| 2013年       | 35           |
| 2014年       | 37           |
| 2015年       | 41           |
| 2016年       | 35           |
| 2017年       | 37           |
| 2018年       | 38           |

## 駅周辺
- 大野川

## 隣の駅
北陸鉄道
■浅野川線
蚊爪駅 (A10) - 粟ヶ崎駅 (A11) - 内灘駅 (A12)